# Nottinghamshire Championships 1950
Die Nottinghamshire Championships 1950 im Badminton fanden vom 9. bis zum 11. Februar 1950 in Nottingham statt.

## Die Sieger
| Disziplin    | Sieger                            |
| ------------ | --------------------------------- |
| Herreneinzel | Harold Marsland                   |
| Dameneinzel  | Queenie Allen                     |
| Herrendoppel | Peter Birtwistle Kenneth Greasley |
| Damendoppel  | A. D. Wadsworth F. Hammersley     |
| Mixed        | Harold Marsland Queenie Allen     |